# صرد كبير عربي
الصرد الكبير العربيّ هو نويع غير مهاجر من الصرد الرمادي الكبير الموجود بشكل رئيسي في شبه الجزيرة العربية. كان يُعتبر في السابق نوعاً فرعياً من الصرد الرمادي الجنوبي (Lanius meridionalis)، ويُصنف الآن على أنه نوع فرعي من الصرد الرمادي الكبير.